# Uwe Benter
Uwe Benter (født 1. december 1955 i Frankfurt am Main) er en tysk tidligere roer og olympisk guldvinder.
I slutningen af 1960'erne og først i 1970'erne blev der dannet en vesttysk firer med styrmand, som blev kendt som "Bullenvierer", og denne båd blev europamester i 1969 og 1971 samt verdensmester i 1970 for Vesttyskland. Roerne i båden var Gerhard Auer, Hans-Johann Färber og Alois Bierl og Peter Berger, mens Stefan Voncken var styrmand først. Han blev afløst af Benter fra 1971, hvor denne blot var femten år.
Vesttyskerne var derfor blandt favoritterne ved OL 1972 i München. "Bullenvierer" med Benter som styrmand vandt da også deres indledende heat og semifinale og havde ikke behøvet at ro sig fuldt ud, så i finalen sikrede de sig guldet i olympisk rekordtid foran båden fra DDR, der fik sølv, mens Tjekkoslovakiets båd tog bronzemedaljerne.
Benter var også med fireren med styrmand i en næsten helt ny besætning (kun Färber og Benter var tilbage fra OL 1972), og den nye konstellation vandt VM-bronze i 1974.

## OL-medaljer
- 1972:  Guld i firer med styrmand